# Aaron Goodwin
Aaron Goodwin (* 1. dubna 1976 Portland) je americký paranormální vyšetřovatel a kameraman. Spolu s Zakem Bagansem a audio-techniky Billy Tolleym a Jayem Wasleyem se podílel na pořadu Po stopách duchů.

## Život
Narodil se v Portlandu v Oregonu, kde prožil i své dětství. Předtím, než se seznámil s Zakem Bagansem a Nickem Groffem, pracoval jako kameraman v World Wrestling Entertainment. V roce 2004 se seznámil s Zakem Bagansem a Nickem Groffem a společně na kanále Travel Channel začali točit dokumentární seriál Po stopách duchů.
Byl i ženatý.